# 多枝金腰
多枝金腰（学名：Chrysosplenium ramosum）为虎耳草科金腰属下的一个种。

## 扩展阅读
- 維基物種上的相關：多枝金腰